# Indikatorart
En indikatorart er en art, der trives under den samlede påvirkning af vejrforhold og nærings- og pH-værdier. Det gør den så karakteristisk for en biotop, at man kan bruge den som indikator, når man vil finde grænserne for denne biotop. Hedelyng er f.eks. indikatorarten for dværgbuskheder i Danmark. Almindelig Engelskgræs er indikator for saltprægede voksesteder, som f.eks. strandenge eller vejkanter.
I de fleste tilfælde vil man dog foretrække at arbejde med grupper af arter som indikatorer. For biotopen "hede" ville man i stedet bruge samlingen Hedelyng + Almindelig Revling + Rensdyrlav.

## Definitioner
David B. Lindenmayer m.fl. angiver 7 alternative definitioner for begrebet indikatorart:
1. en art der viser, at et sæt af andre arter findes på stedet, og – når den mangler – at disse arter ikke kan findes
2. en nøgleart, dvs. en art, som indebærer store ændringer i antallet og forekomsten af mindst én anden art i økosystemet, hvis den kommer til eller forsvinder
3. en art, der viser menneskeskabte miljøforhold, som f.eks. luft- eller vandforurening (ofte kaldet ”forureningsindikator”)
4. en dominerende art, som skaber en stor del af biomassen, eller som udgør en stor del af individantallet på stedet
5. en art, som viser bestemte miljøbetingelser, som f.eks. bestemte jordbunds- eller dræningsforhold
6. en art, der menes at være følsom overfor miljøændringer, og som derfor kan bruges til en tidlig varsling om ændringer som global opvarmning eller øget brandrisiko (ofte kaldet bioindikatorart)
7. en art, der afspejler virkningerne af gentagen forstyrrelse eller effekten af en indsats for at afbøde virkningen af forstyrrelse, dvs. en art, der viser plejeniveauet på stedet.

Typerne 1, 2 og 4 har været foreslået som indikatorer for biodiversitet, mens typerne 3, 5, 6 og 7 skal gælde som indikatorer for miljøforhold og/eller ændrede, økologiske processer.

## Eksempler
Indikatorarter for opgivne græsningsarealer
- Almindelig Fredløs, Almindelig Mjødurt, Almindelig Ørnebregne, Gederams, Skvalderkål.

Indikatorarter for gødet eng
- Ager-Tidsel, Almindelig Hundegræs, Almindelig Kvik, Eng-Rapgræs, Eng-Rottehale, Eng-Svingel, Mose-Bunke, Mælkebøtte, Stor Nælde og Vild Kørvel.

Indikatorarter for tilgroede, tidligere dyrkede enge
- Almindelig Hindbær, Almindelig Hundegræs, Eng-Rapgræs, Eng-Rottehale, Eng-Rævehale, Eng-Svingel, Gederams, Gul Okseøje og Rød Kløver.